# Scolecida
Los escolécidos (Scolecida) son un grupo de gusanos poliquetos detritívoros. Poseen un esófago eversible formado por una probóscide similar a un saco que puede tener varios lóbulos parecidos a dedos. Los segmentos, ya se trate de los anteriores o posteriores, y sus apéndices (parapodios), son todos similares, con notopodios y neuropodios en quetas capilares no ramificadas, a veces con anzuelos. La cabeza no tiene apéndices ni palpos y generalmente es cónica, aunque en Scalibregmatidae tiene una punta en forma de "T", y en Paraonidae hay una única antena central.
Filogenéticamente, no sería un grupo natural, por lo que las diferentes familias podrían ser reclasificadas dentro de Sedentaria. Aún no están claras los relaciones con los sedentarios y con otros grupos como Clitellata, Echiura, Aphanoneura y Pogonophora, y es probable que, evolutivamente, estos grupos provengan de primitivos escolécidos.

## Galería

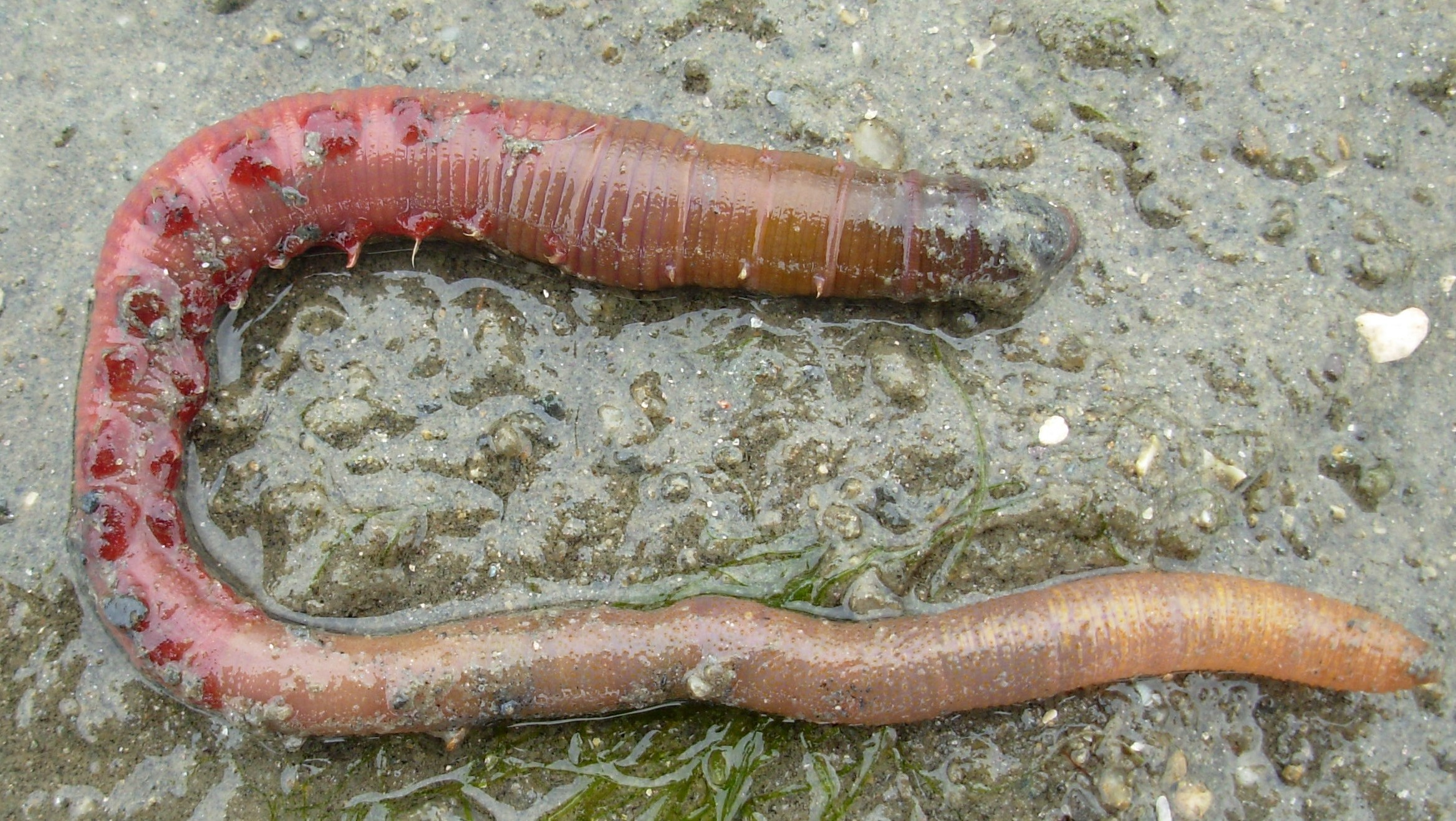
Arenicola
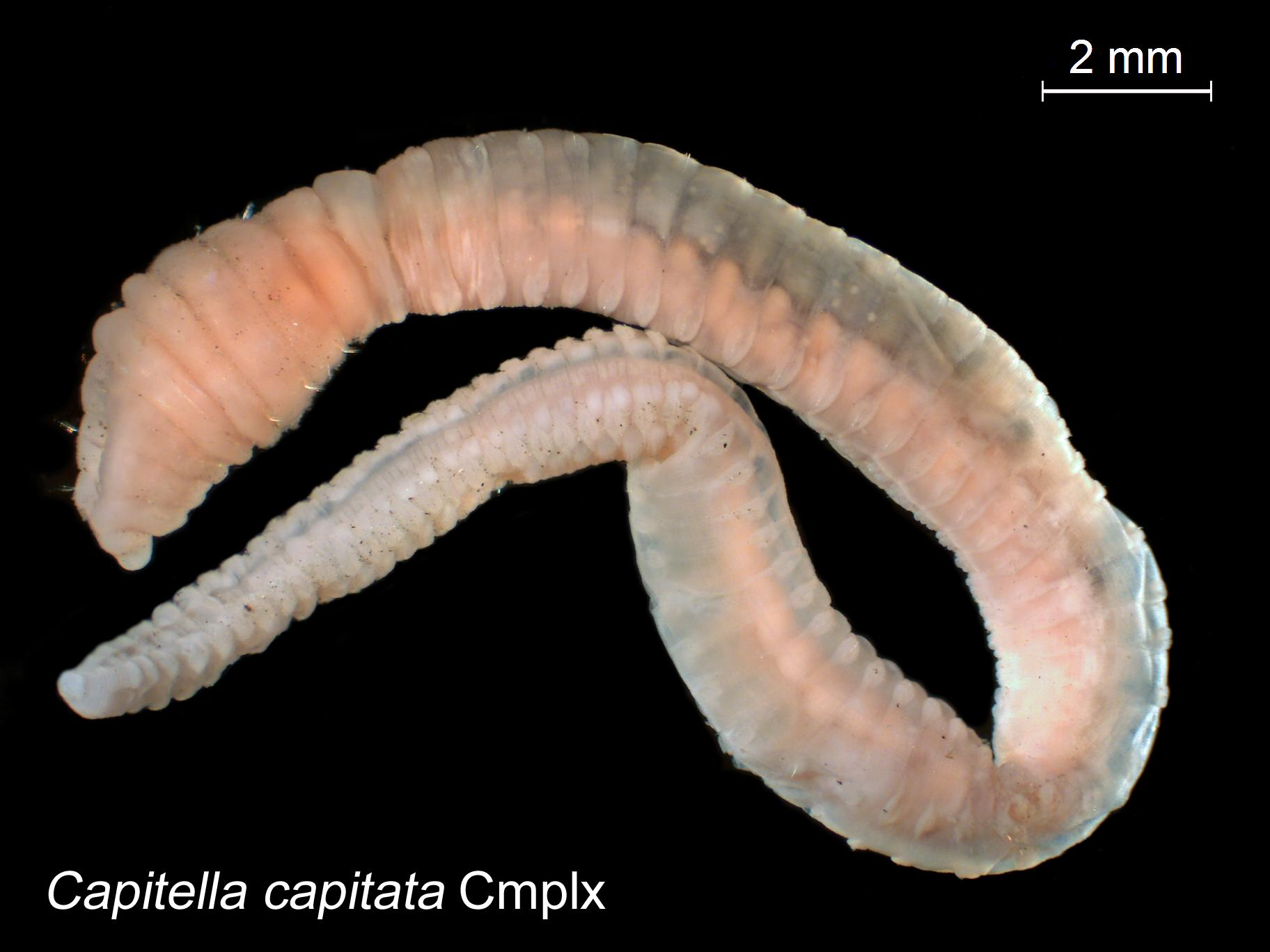
Capitella
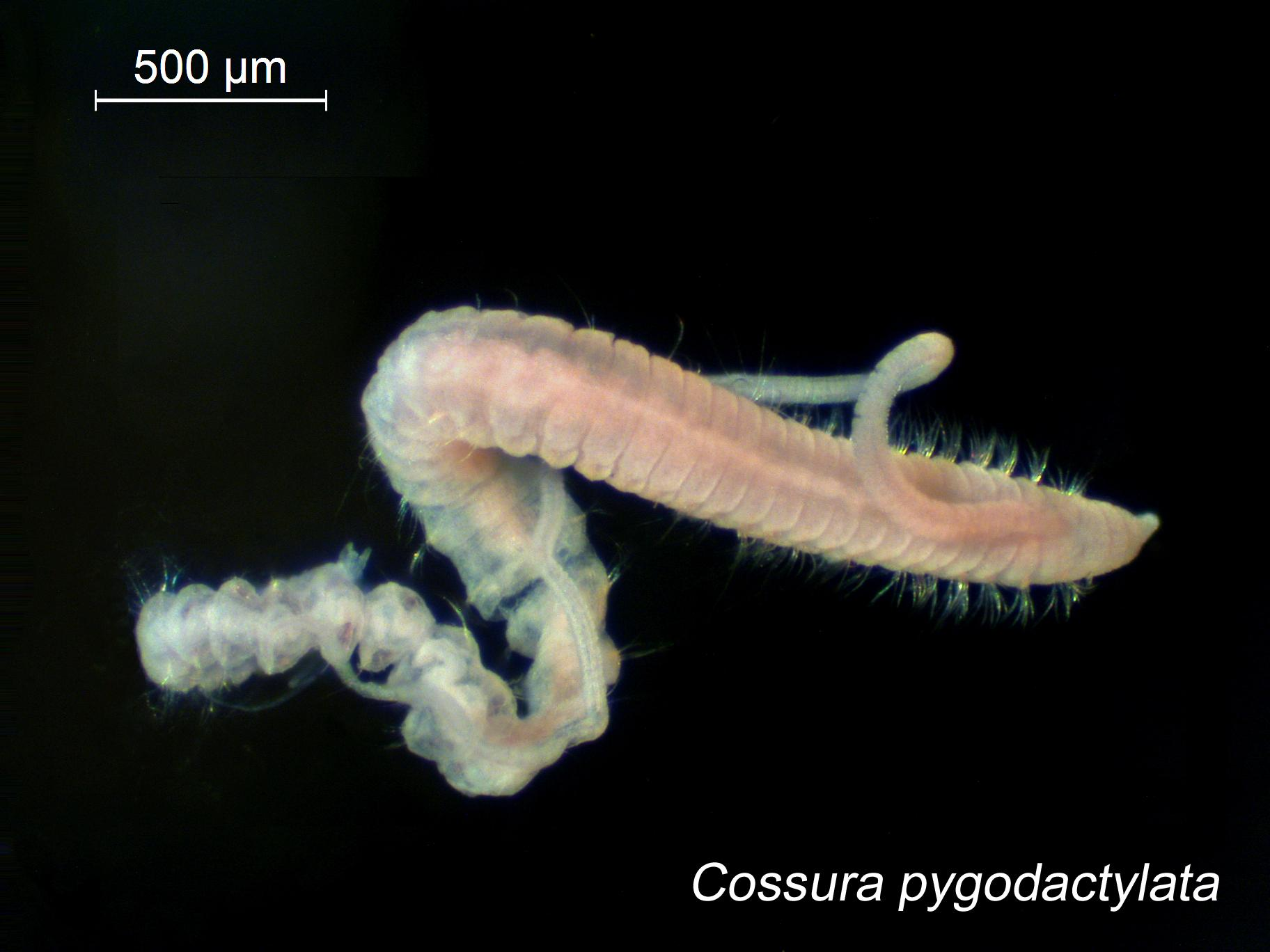
Cossura
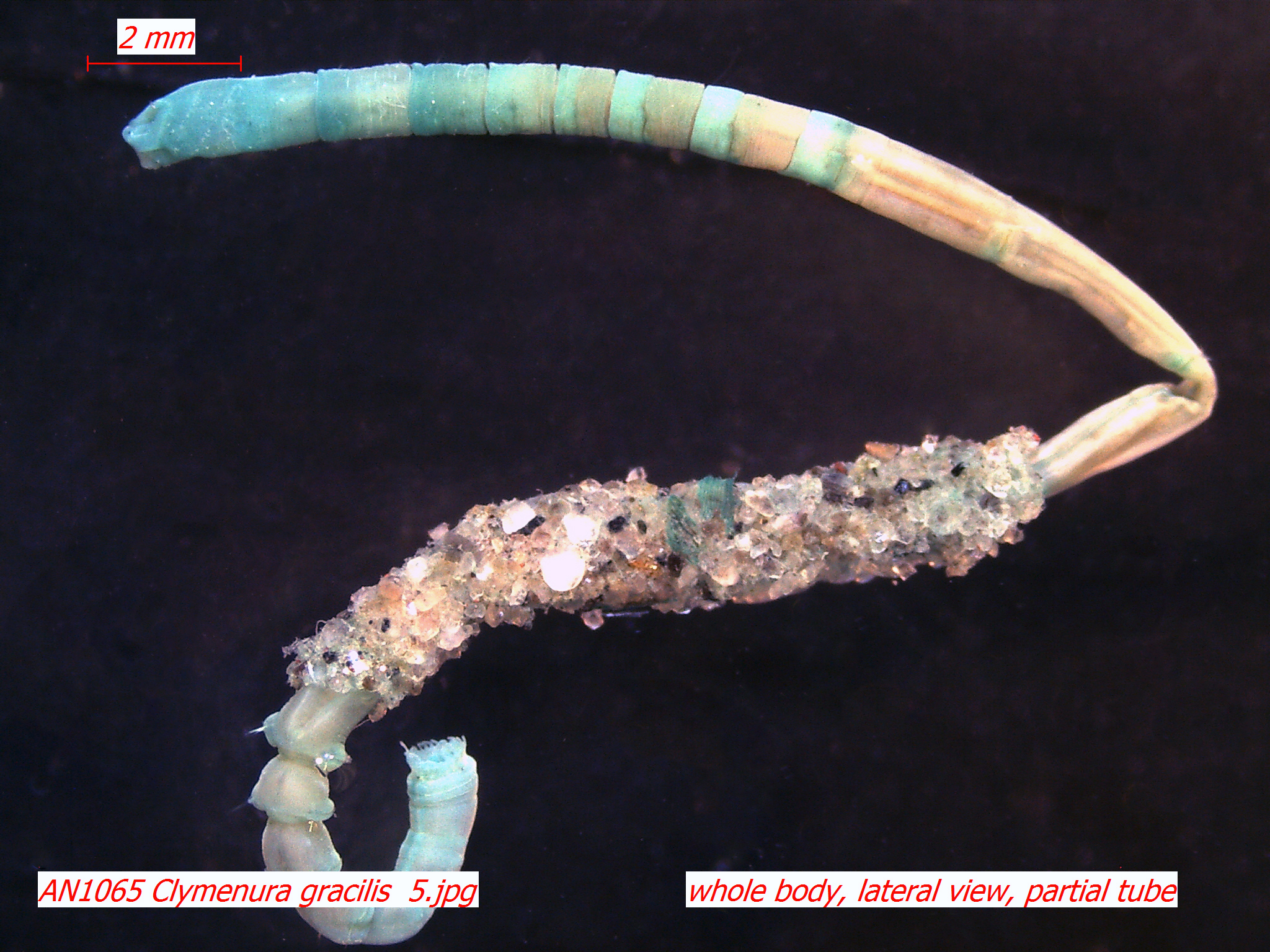
Clymenura (Maldanidae)
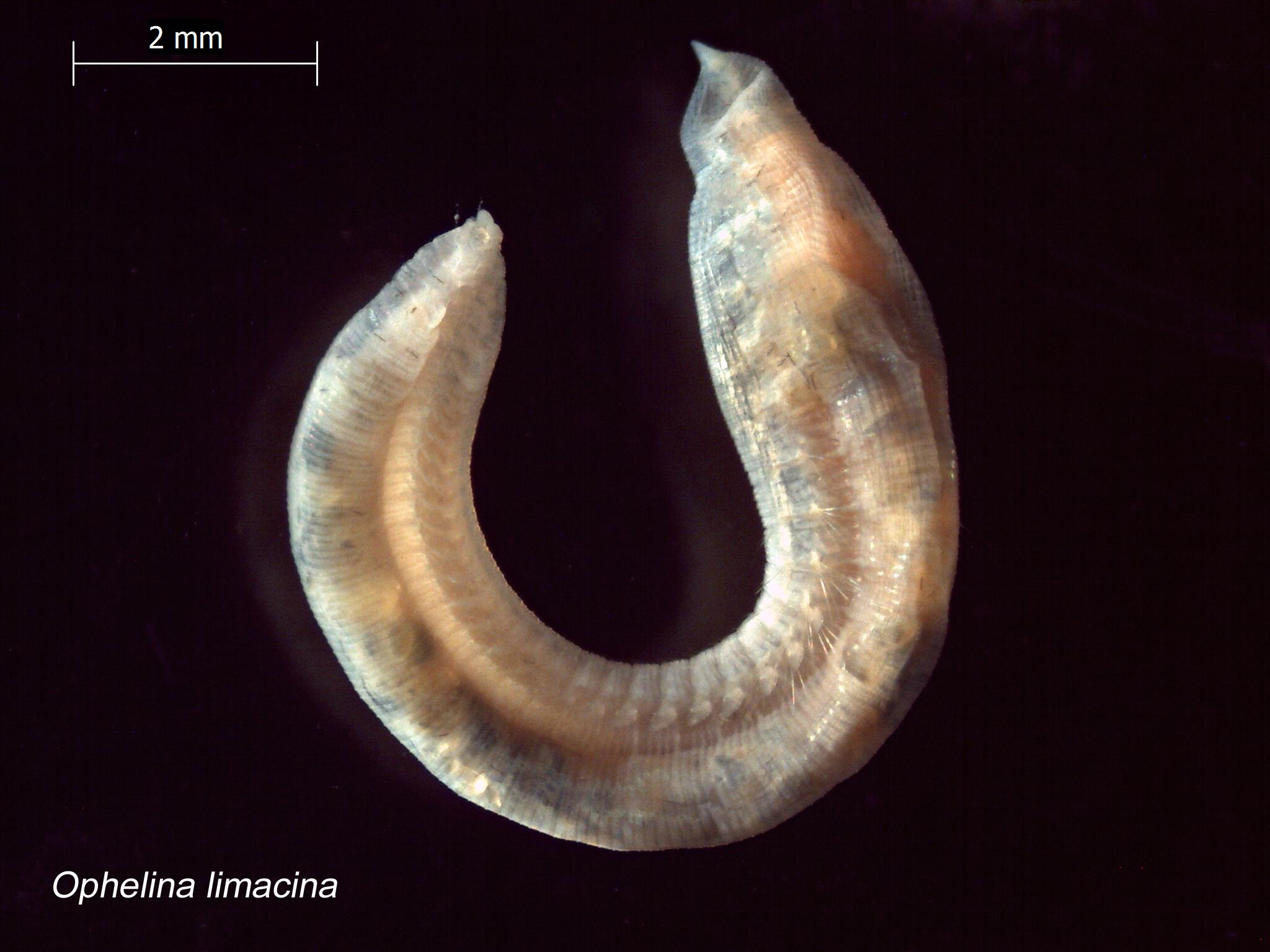
Ophelia
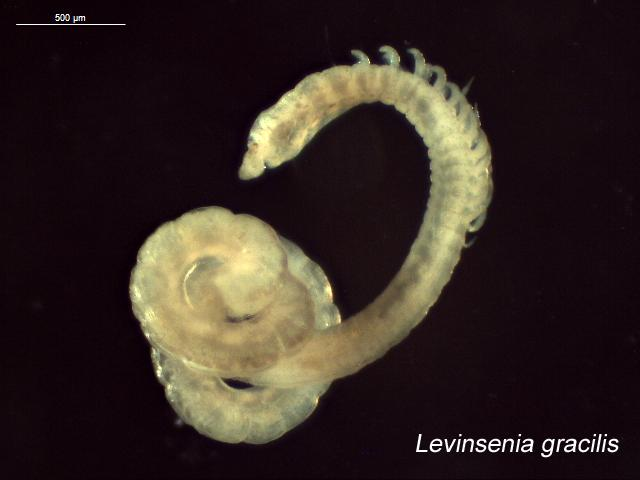
Levinsenia (Paraonidae)
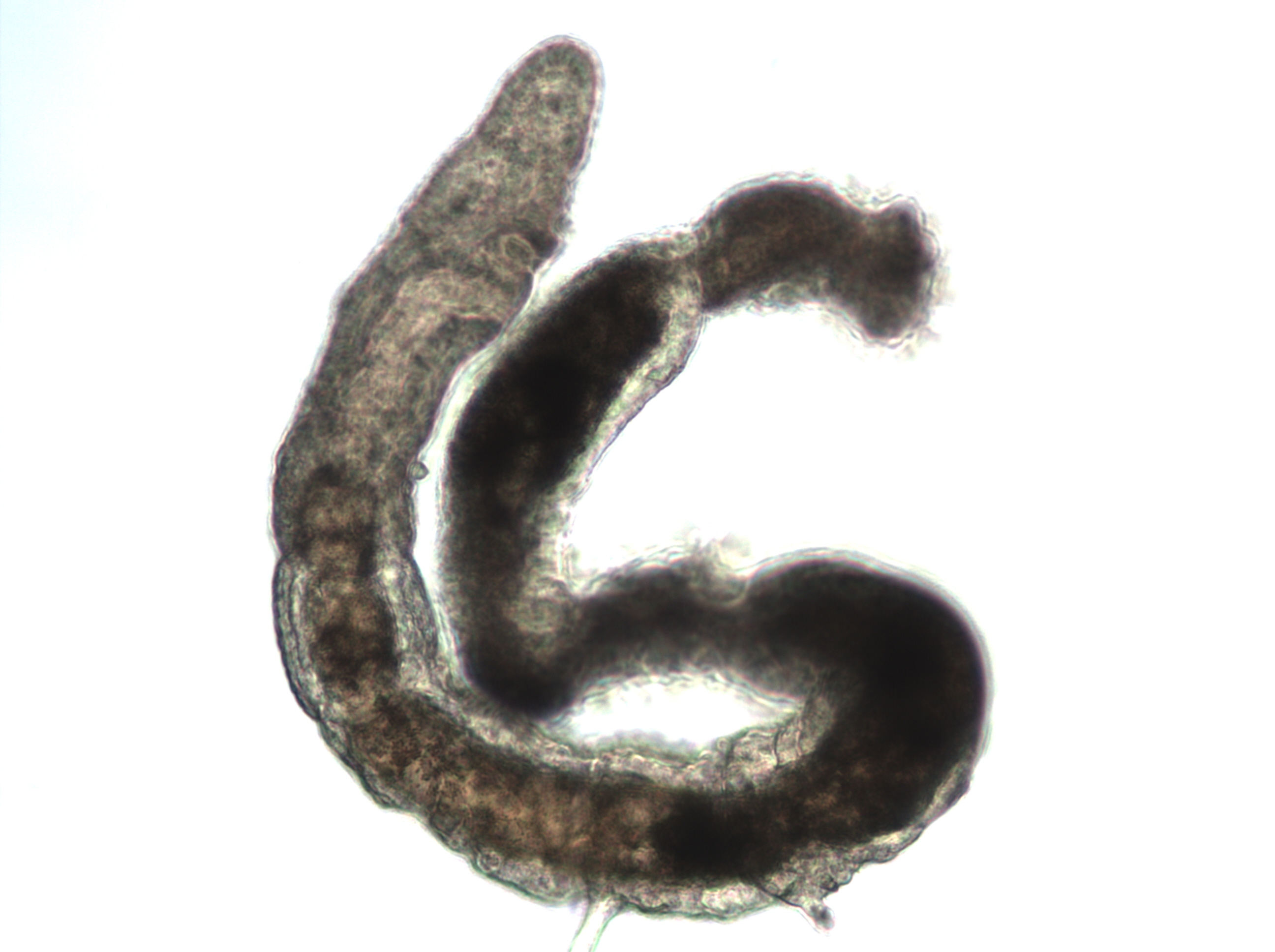
Psammodrilus
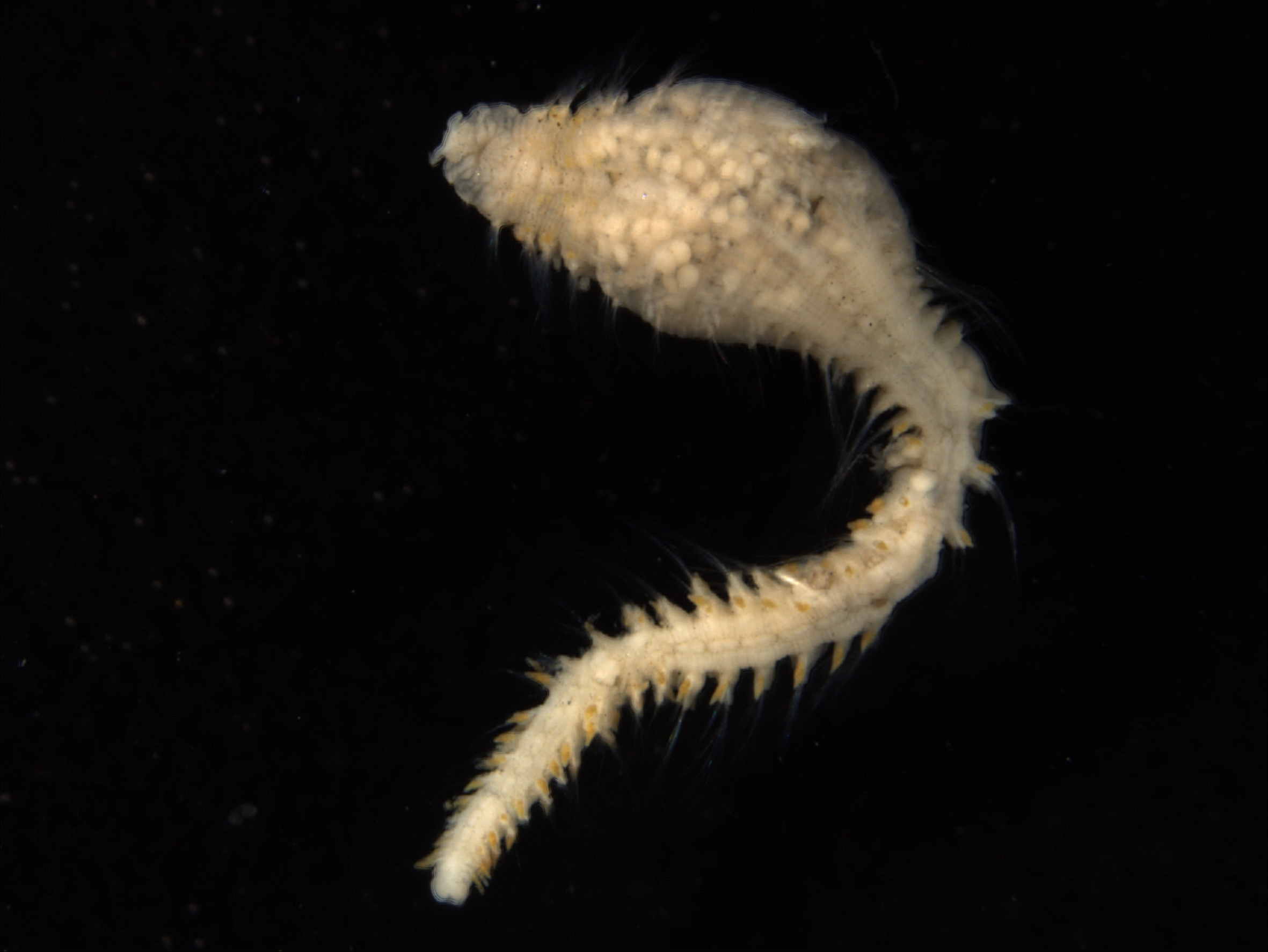
Scalibregma
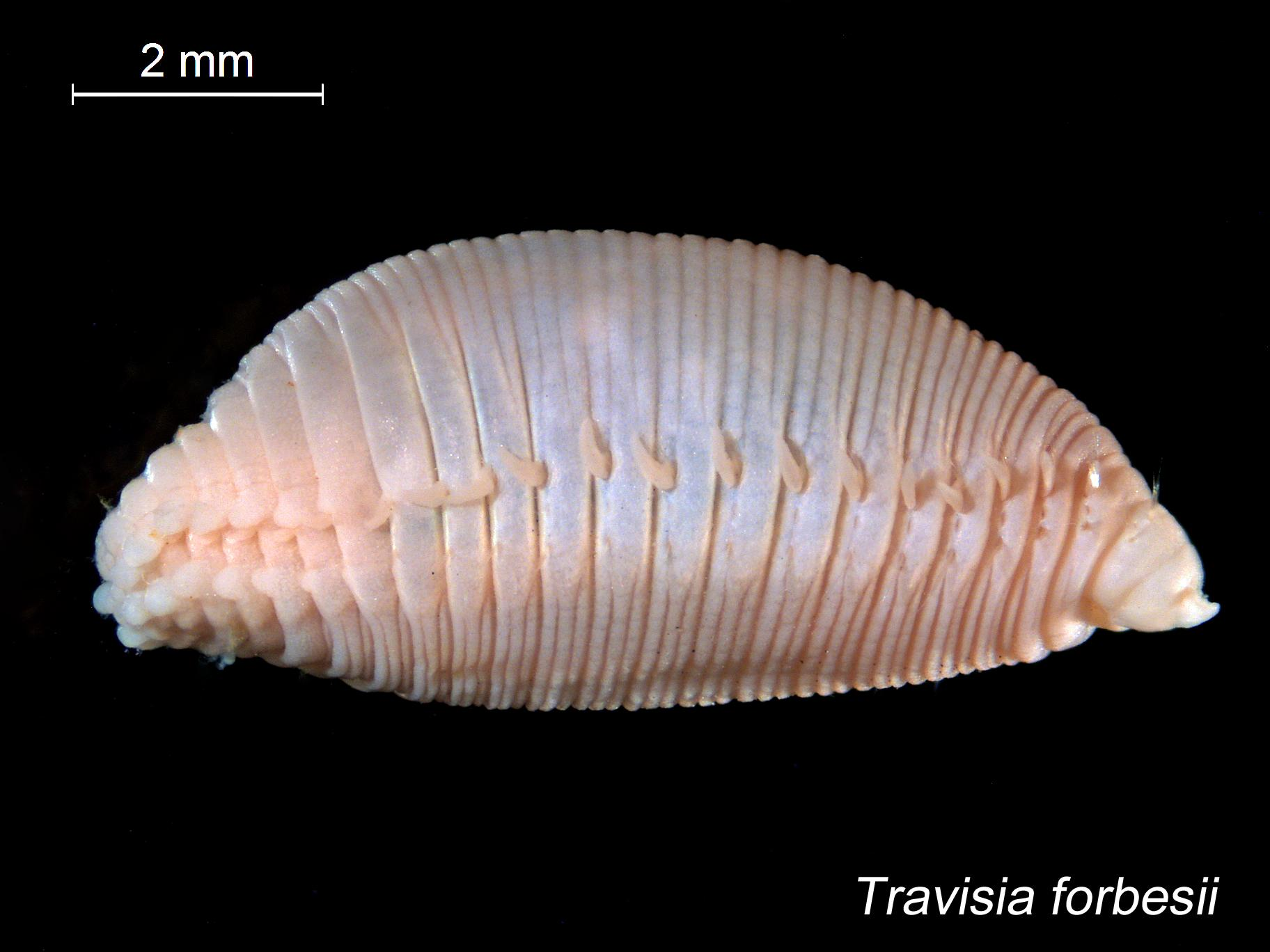
Travisia